# Нокс (округ, Індіана)
Шаблон:StateAbbr_ 38°41′ пн. ш. 87°25′ зх. д. / 38.69° пн. ш. 87.42° зх. д.
Округ Нокс (англ. Knox County) — округ (графство) у штаті Індіана, США. Ідентифікатор округу 18083.

## Історія
Округ утворений 1790 року.

## Демографія
За даними перепису
2000 року
загальне населення округу становило 39256 осіб, зокрема міського населення було 25141, а сільського — 14115.
Серед мешканців округу чоловіків було 19478, а жінок — 19778. В окрузі було 15552 домогосподарства, 10136 родин, які мешкали в 17305 будинках.
Середній розмір родини становив 2,93.
Віковий розподіл населення поданий у таблиці:
| Стать    | До 15 років | 15-21 | 22-29 | 30-39 | 40-49 | 50-65 | 65-85 | Понад 85 |
| -------- | ----------- | ----- | ----- | ----- | ----- | ----- | ----- | -------- |
| Чоловіки | 3731        | 3363  | 1775  | 2508  | 2757  | 2982  | 2085  | 277      |
| Жінки    | 3478        | 2462  | 1673  | 2488  | 2773  | 3237  | 3079  | 588      |

## Суміжні округи
- Салліван — північ
- Ґрін — північний схід
- Дейвісс — схід
- Пайк — південний схід
- Ґібсон — південь
- Вабаш, Іллінойс — південний захід
- Лоуренс, Іллінойс — захід
- Кроуфорд, Іллінойс — північний захід

## Виноски
1. ↑  US Decennial Census. US Census Bureau. Архів оригіналу за 26 квітня 2015. Процитовано 10 липня 2014.
2. ↑  Historical Census Browser. University of Virginia Library. Архів оригіналу за 11 серпня 2012. Процитовано 10 липня 2014.
3. ↑  Population of Counties by Decennial Census: 1900 to 1990. US Census Bureau. Процитовано 10 липня 2014.
4. ↑  Census 2000 PHC-T-4. Ranking Tables for Counties: 1990 and 2000 (PDF). US Census Bureau. Процитовано 10 липня 2014.
5. ↑  America Fact Finder/Quick Facts/Knox County. US Census Bureau. Архів оригіналу за 29 травня 2017. Процитовано 6 грудня 2019.(англ.) Наведено за англійською вікіпедією.
6. ↑  American FactFinder. Бюро перепису населення США. Архів оригіналу за 26 лютого 2012. Процитовано 31 січня 2008.

| США | Це незавершена стаття з географії США. Ви можете допомогти проєкту, виправивши або дописавши її. |